# Allsvenskan de 1952–53
A Primeira Divisão do Campeonato Sueco de Futebol da temporada 1952-53, denominada oficialmente de Allsvenskan 1952-53, foi a 29º edição da principal divisão do futebol sueco. O campeão foi o Malmö FF que conquistou seu 5º título na história da competição.

## Premiação
| Allsvenskan 1952-53          |
| Sweden                       |
| ---------------------------- |
| MALMÖ FF Campeão (5º título) |